# Könyvtári katalógus
A könyvtári katalógus egy adott könyvtár dokumentumai közötti keresést teszi lehetővé egyedi szempontok alapján. Az ókor óta használatos keresési eszköz. A szó görög eredetű, felsorolást, jegyzéket jelent. Rengeteg fajtája létezik például, cédulakatalógus, Közös katalógus, online katalógus. Napjainkban két kategória a legelterjedtebb, eszerint vannak papíralapú és elektronikus katalógusok.

## Története

### Ókor
A legrégebbi írásos emlékek a katalogizálás kísérletére Ur városához kötődnek. Urban a sumér birodalom fővárosának romjai között találtak égetett agyagtáblákba ékírással vésett emlékeket. Kish és Nippur városában, 20 illetve 80 teremből álló könyvtár meglétét feltételezik a régészek, ezekhez köthető az első könyvtári rendszerezés. 1886-ban egy templomváros romjaira bukkantak, nagy mennyiségű cseréptáblával, a leletek alapján ez archívum-könyvtárként szolgálhatott.
Az első könyvtár Assur-bán-apli nevéhez kötődik. A rekonstrukciók alapján nagy biztonsággal megállapították, hogy ez volt az ókor első rendezett könyvtára. Az agyagtábla gyűjtemény Ninive városában volt, melynek katalógusát tekintjük a világ első katalógusának. A katalógus két részből, szerzői és szakrendi felsorolásból állt, az agyagtáblákat témakörök szerint csoportosították.
Egyiptomban az agyagtáblákat felváltották a Papirusz tekercsek. III. Ramszesz uralkodó összegyűjtötte az Egyiptomi tudományos eredmények nagy részét, könyvtárát a "Lélek gyógyszertárának" nevezte.
Az ókori Görögországban már fejlett könyvtári rendszerrel találkozhatunk, amihez nagyban hozzájárult a filozófusok munkássága és könyvgyűjtő tevékenysége is. Nagy szerepet játszottak az osztályozással kapcsolatos alapelvek kialakításában. Platón „hármas tudományfelosztása” például, melyet a lelki képességekre alapozva vázolt fel nagy hatással volt a tudományok osztályozására. Ez a hármas felosztás a következő:
- Dialektika → értelem
- Fizika → érzékelés
- Etika → érzelem és akarat

Arisztotelész tudományfelosztása Platón „hármas felosztásán” alapszik, de azt részletesebben tagolja, csoportosítja. Osztályozása alapjául a tudomány célját emelve ki, elméleti és gyakorlati tudományokat különböztetett meg. Az alexandriai könyvgyűjtemény megteremtését az ókori könyvtártörténet legjelentősebb eseményének tekinthetjük. A gyűjtemény kb. 700 000 papirusztekercset tartalmazhatott. Az alexandriai gyűjtemény vezetését a tudomány fő embereire bízták. Az első volt a grammatikus-filológus, az epheszoszi Zénodotosz. Ő kezdte meg a könyvállomány rendezését. Elsősorban a görög irodalmat gyűjtötték, de a keleti vallások és a történelem is helyet kapott a könyvtárban. A történelemben első, név szerint is ismert, könyvtárosként számon tartott személy Kallimakhosz volt (i. e. 310-240).
A Római birodalom könyvtárainak szakrendje (az alexandriaihoz hasonlóan) gyakorlatilag szintén az írói tevékenységi területek és irodalmi műfajok szerint alakult. A csoportok lineáris felsorolásban, tíz osztályra tagozódtak, és azokat számokkal jelölték.
I.         Vegyes gyűjtemények
II.        Szibillák könyvei
III.       Költészet
IV.        Jog
V.         Történelem
VI.        Életrajzok
VII.       Szónoklatok
VIII.      Grammatika
IX.        Magán emlékiratok
X.         Közokiratok (törvények, rendeletek)
Ezek a közkönyvtárak azonban Róma pusztulásával együtt megsemmisültek. Csak a Bibliotheca Ulpia maradt meg, amely a császárkorban a római intellektuális élet központja volt.

### Középkor
A középkori katalógusok nem épültek az előző korok tapasztalataira, és a katalogizálás történet gazdag korszakát jelentő ókori katalogizálást folytatás nélkülinek kell tekinteni.
A kora középkori kultúrában nem volt kedvező a helyzet az irodalmi műveltség kialakulásához. A létrejövő egyházi könyvtárak állománya a biblián kívül főként liturgikus szövegekből és az egyházatyák műveiből állt. Megváltozott a könyv alakja, a papirusztekercseket felváltotta a Pergamenlapokra írt és egybekötött Kódex. A kódexbe sokszor nem egyetlen művet, hanem többet másoltak, s emiatt a kódex leírása új probléma elé állította a könyvtárost. A kódexet gyakran Kolofonnal zárták le, amelyben a másoló lejegyezte a könyv címét, a másolás helyét, idejét, esetleg megnevezte a megrendelőt vagy saját magát, mint scriptort.
A 6. századtól kezdve a könyvtárakban fellendült a másoló tevékenység, s ezáltal gyarapodott a könyvtárak állománya. Kolostori könyvtárak alakultak, amelyekben emelkedett a használati intenzitás. A kolostorokban élő Szerzetesek feladata lett a kódexmásolás. A könyvtári állományok megnövekedése és aktívabb használata szükségessé tette inventáriumok felállítását. Kezdetben csak vagyonösszeírások, később az állomány feltárásának igényével készültek, mai értelemben vett katalógusok voltak, de a kezdeti időkben a leltárak és a katalógusok között nem volt sem alaki, sem tartalmi különbség.
Az első fennmaradt középkori katalógusok a 8-9. században keletkeztek. Egyenetlen színvonalúak, rendszerint a belső rendezés nyomai nélkül sorolják fel a könyvtárban található kódexeket. A művek leírása általában a szerző puszta nevét tartalmazza, de a fejlettebb katalógusokban ezt kiegészítik a mű címével, illetve a szöveg első pár szavával. Néhány kiemelkedő katalógusban feltárták a kódexben található valamennyi írásművet. Az egyenetlenség azzal magyarázható, hogy a könyvtárak meglehetősen elszigetelten működtek.
A 10-12. században egyre növekszik a katalógusok száma. Nagy Károly frank uralkodó uralkodása alatt virágzásnak indult a kultúra az írásreform hatására fellendülés tapasztalható a könyvtárkultúra terén is. Elterjedt a görög filozófia, a természettudományok és a matematika tanulmányozása. A könyvtári állományok növekednek, s nő a könyvtári katalógusok számai is.
Az első magyarországi könyvjegyzékek a 11. századból valók, a Bencések kolostorának oklevelében szerepelnek. A legkorábbi teljes könyvjegyzék Szent László királyi oklevele 1093-ból, amelyben leltárba foglalták a Márton-hegyi (Pannonhalmai) Szent Márton kolostor javait, közöttük 80 kötet könyvet is. Az 1030 körül alapított bakonybéli monostor Szent László kori könyvállományáról szintén egy hamis birtokösszeírás ad hírt.
A 13-14. század folyamán megváltozott az európai könyvtárkultúra szerkezete. Nyugat-Európában az egyházi és kolostori könyvtárak mellett egyéb könyvtártípusok is kialakultak. Sok kolostori könyvtárban a szerzetesek már nem gondozták olyan odaadóan az állományt, mint korábban. A kolostori könyvtárnak a 13. században bekövetkezett visszaeséséhez külső körülmények is hozzájárultak: súlyos elemi csapások, tűzvészek, ill. bűntények, rablások pusztították a könyvtárakat.
Új könyvtártípusok alakulnak ki: elsősorban az egyetemi könyvtárak (Sorbonne, Oxford, Cambridge). Ezek állományának nemcsak a nagysága, hanem az összetétel is hozzájárult ahhoz, hogy megváltozott a könyvtárhasználat, ami új követelményeket támasztott az állomány feltárásával szemben. Mindez a katalogizálás továbbfejlesztését jelentette az 1300-as évektől a 15. század végéig.